# Le Mouret
Le Mouret (toponimo francese) è un comune svizzero di 3 134 abitanti del Canton Friburgo, nel distretto della Sarine.

## Storia
Il comune di Le Mouret è stato istituito il 1º gennaio 2003 con la fusione dei comuni soppressi di Bonnefontaine (che a sua volta il 1º gennaio 1989 aveva inglobato il comune soppresso di Montécu), Essert, Montévraz, Oberried, Praroman e Zénauva; fino ad allora la località di Le Mouret era stata una frazione di Praroman.

## Società

### Evoluzione demografica
L'evoluzione demografica è riportata nella seguente tabella:
Abitanti censiti

## Geografia antropica

### Frazioni
Le frazioni di Le Mouret sono:
- Bonnefontaine[1]
- Essert[6]
- Montécu[7]
- Montévraz[8]
  - Montévraz-Dessous
  - Montévraz-Dessus
  - Montembloud
  - Pramathaux
- Oberried[9]
- Praroman[4]
  - Le Mouret
  - Le Pafuet
- Zénauva[10]